# Вулиця Героїв Майдану (Хмельницький)
Ву́лиця Геро́їв Майда́ну в місті Хмельницькому розташована у центральній частині міста. Пролягає від вулиці Кам'янецької до вулиці Пушкіна.

## Історія
Прокладена згідно з планом забудови міста від 1824 р., першу назву — Мільйонна, вулиця отримала наприкінці XIX ст. Така назва пов'язана з тим, що в 1890-х роках на розі з вул. Комерційною (нині — Грушевського) була побудована нова споруда повітового казначейства, яке за думкою мешканців Проскурова «розпоряджалося мільйонними капіталами».
У 1921 р. Мільйонну перейменували на честь одного з місцевих революційних діячів Самусяка. В 1940 р. під час святкувань 70-ї річниці від дня народження В.Ульянова (Леніна), вулиці дали ім'я Леніна. У 1985 р. влада вирішила, що носити ім'я Леніна повинна центральна вулиця міста, і тому колишню Мільйонну знову перейменували — на Жовтневу (на честь Жовтневої революції 1917 р.).
В 1991 р. отримала назву «Театральна», яка пов'язана з розташуванням на початку вулиці Хмельницького театру ім. Михайла Старицького.
Обласний музично-драматичний театр ім. Старицького (раніше — Петровського) заснований у 1931 р. у місті Новочеркаськ (нині Ростовської обл. Росії), як Північно-Кавказький крайовий український драматичний театр. У 1933 р. був переведений в Україну та перебував у Вінницькій області, де отримав статус обласного. Влітку 1938 р. театр переїхав до Кам'янця-Подільського— адміністративний центр новоствореної області. Під час Німецько-радянської війни театр був евакуйований у тил, де проводив гастрольну роботу на підприємствах, у військових частинах, госпіталях. Після визволення України повернувся на Поділля, але не в Кам'янець-Подільський, а в новий обласний центр — Проскурів. До 1960 рр. театр перебував у будівлі теперішнього міського Будинку культури, до 1982 р. — у приміщенні філармонії, а з 1982 р. переїхав до нової споруди.
5 березня 2014 року Хмельницька міська рада ухвалила рішення про перейменування вулиці на честь Героїв Небесної Сотні, які загинули під час Революції гідності.

## Пам'ятки архітектури
- № 28 — будинок Хмельницької обласної універсальної наукової бібліотеки, споруджена на поч. ХХ ст. для повітового казначейства;
- № 38 — будинок, споруджений 1914 р. домовласником Вулем для потреб міського банку. З початком Першої світової війни банківську будівлю тимчасово передали у розпорядження військового відомства. У 1917-20 рр. тут розміщувався штаб Запорізького корпусу Армії УНР, яким командував визначний український воєначальник, полковник армії УНР Петро Болбочан. У довоєнні та повоєнні роки у будинку тривалий час розміщався головпоштамт, згодом телефонна станція, від 2006 р. — бібліотека Хмельницького університету управління та права.

- № 64 — старовинний будинок, що нагадує невеличкий палац. Побудований на початку XX століття для Проскурівської поштово-телеграфної контори. Нині тут розташований обласний військкомат.

У вересні 2002 р. на перехресті Театральної і Грушевського було відкрито пам'ятник подолянам, загиблим в Афганістані та інших локальних війнах. Автори оригінальної композиції — хмельницькі скульптори Микола та Богдан Мазури.

## Галерея

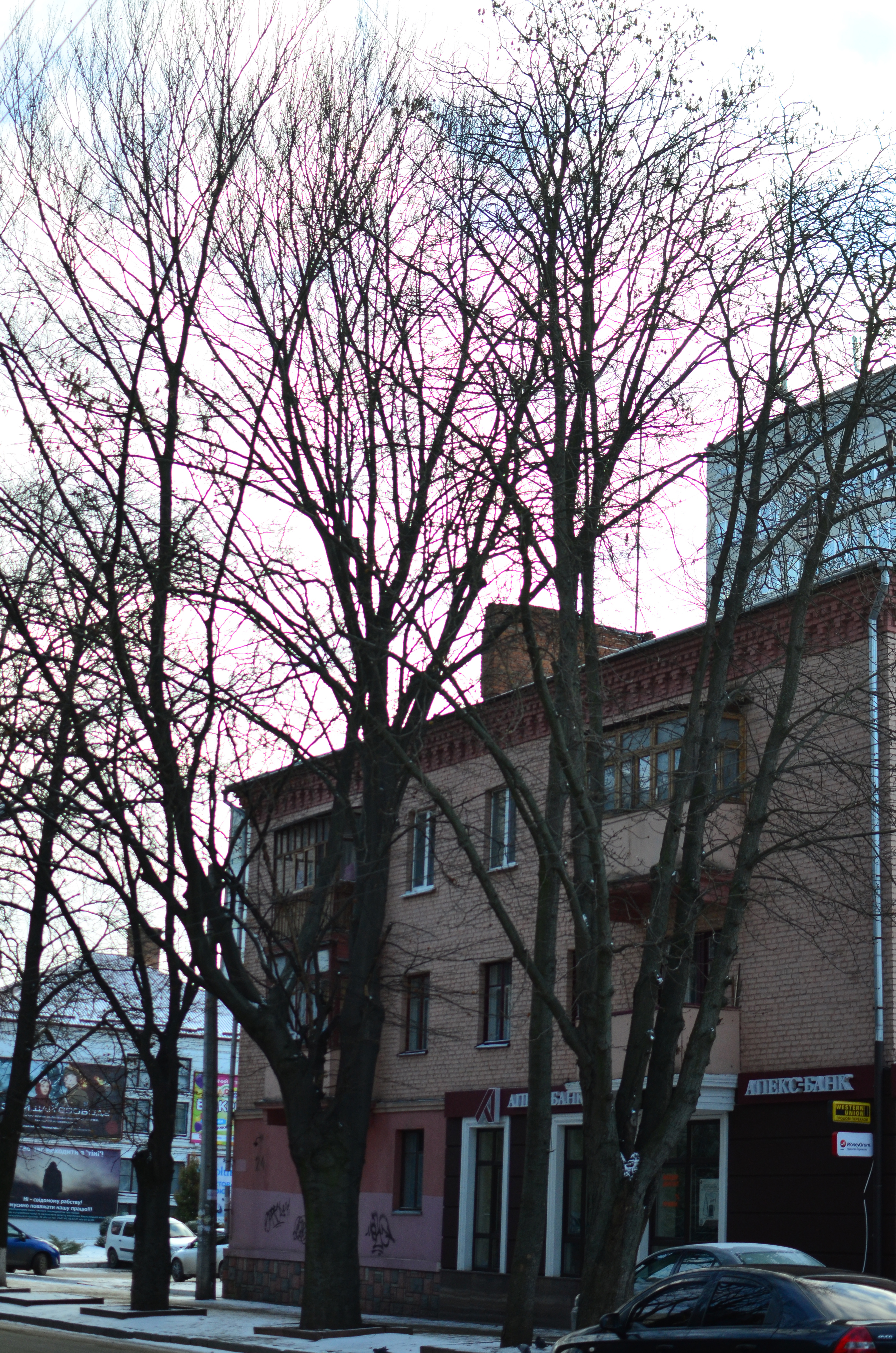
Бук червоний
Обласна наукова бібліотека ім. Островського
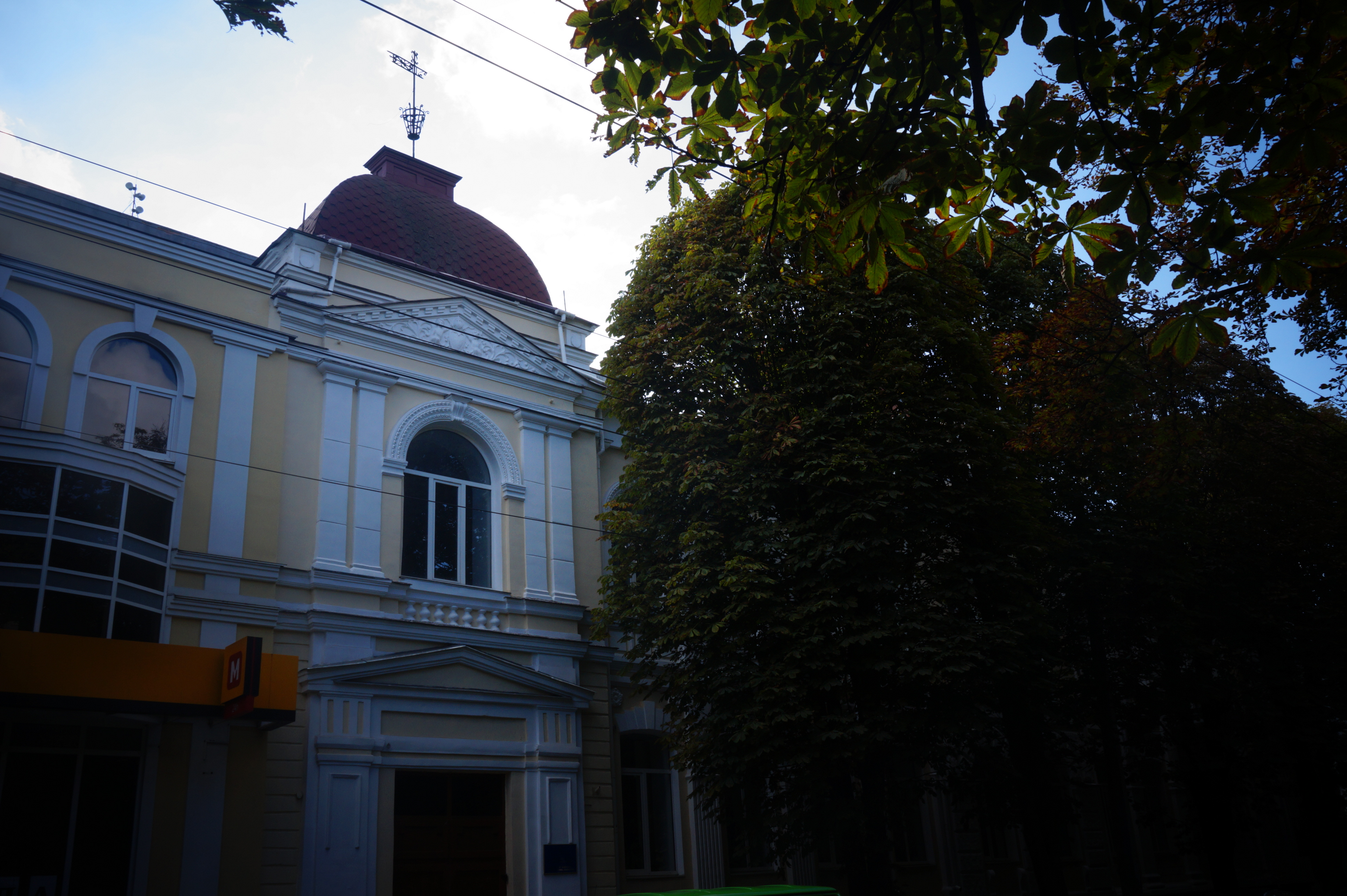
Героїв Майдану, 38
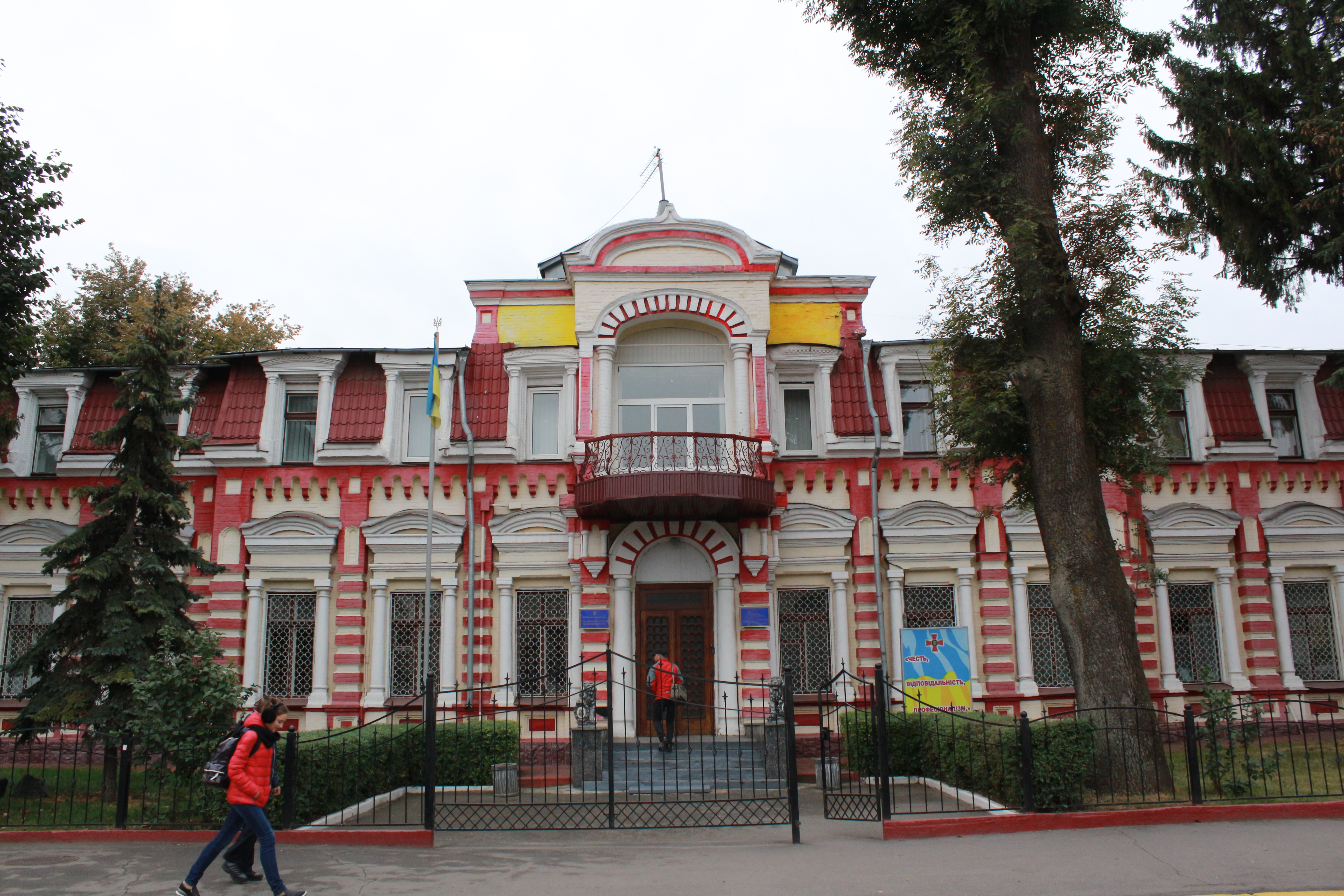
Героїв Майдану, 64
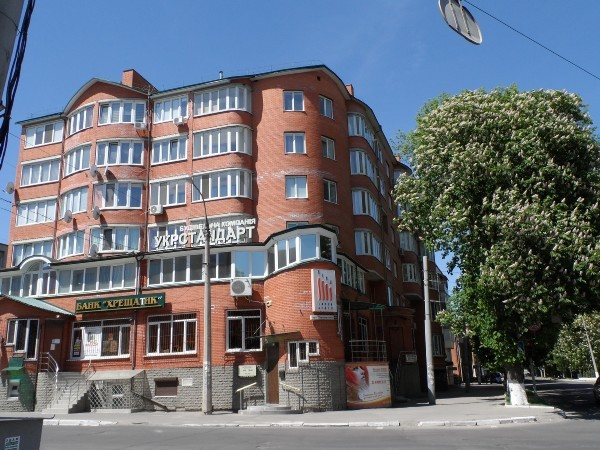
Житловий будинок, споруджений на місці знесеної 2004 року пам'ятки містобудування (Героїв Майдану, 48)